# Dulce Et Decorum Est

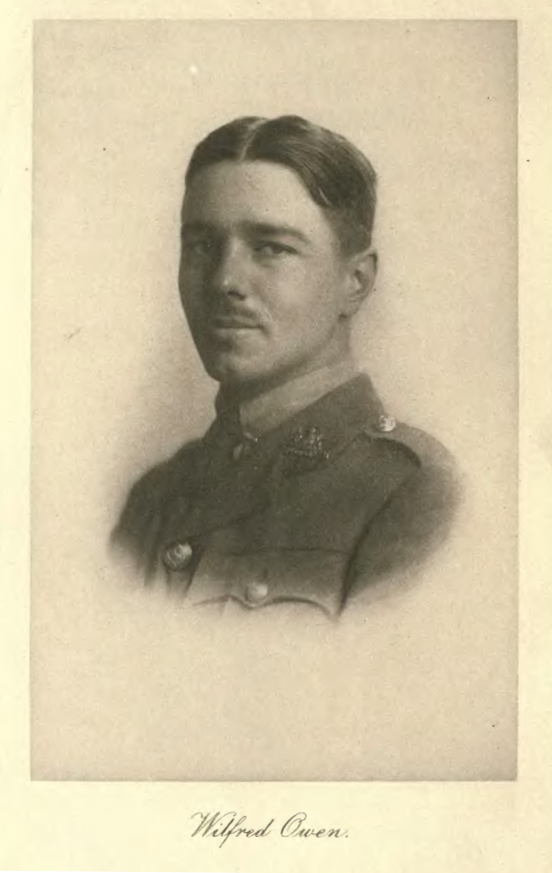
Wilfred Owen.

Dulce Et Decorum Est est un poème écrit par le poète de guerre anglais Wilfred Owen en 1917, pendant la Première Guerre mondiale, et publié à titre posthume en 1920. Ce poème est connu pour les images d'horreur qu'il évoque et sa condamnation de la guerre. Wilfred Owen en écrivit le brouillon à Craiglockhart durant la première quinzaine d'octobre 1917, et le reprit plus tard, probablement à Scarborough, dans le Nord du Yorkshire — ou peut-être à Ripon — entre janvier et mars 1918. Le plus ancien manuscrit existant est daté du 8 octobre 1917, et est adressé à sa mère, Susan Owen, avec le message suivant : « Voici un poème sur les gaz asphyxiants, écrit hier (il n'est pas confidentiel, mais pas définitif) ». 
Wilfred Owen meurt le 4 novembre 1918, vers 6 heures du matin, lors de la grande offensive finale à Ors près du Cateau-Cambrésis, une semaine, presque à l'heure près, avant que ne soit signé l'armistice.

## Résumé
Le poème, composé de 28 pentamètres iambiques libres, laisse entendre la voix du poète lui-même. Il relate l'histoire d'un groupe de soldats, « ivres de fatigue », contraints de se frayer un chemin « dans la gadoue » pour s'abriter des obus explosifs de 150 mm (les « Cinq-Neuf ») qui tombent à leur arrière. C'est alors que s'abattent autour d'eux des obus à gaz asphyxiants ; les soldats se précipitent pour enfiler leurs masques à gaz. Dans la bousculade, l'un d'eux est pris de court et gazé, et le narrateur le voit « hurler encore et trébucher », puis, dit-il, « par les vitres embuées, l'épaisse lumière verte, / Comme sous un océan de vert, je le vis se noyer ».
Wilfred Owen martèle ensuite un à un, en un flash back auquel il associe le lecteur, chacune de ses visions perçues à travers la vitre glauque du masque à gaz : l'homme s'écroulant comme dans un puits de feu, ses poumons se vidant de leur sang, le corps balancé dans un fourgon. Cette litanie d'horreurs se voit baignée d'une lumière d'un vert menaçant et mortel, le nuage toxique du gaz. Sans concession, le réalisme du poète conduit le lecteur pas à pas vers la conclusion à la fois grave et revendicatrice. Est-il légitime de poursuivre le mensonge de la gloire et de la beauté de la guerre ?

## Poème
| Dulce Et Decorum Est Bent double, like old beggars under sacks, Knock-kneed, coughing like hags, we cursed through sludge, Till on the haunting flares we turned our backs And towards our distant rest began to trudge. Men marched asleep. Many had lost their boots But limped on, blood-shod. All went lame; all blind; Drunk with fatigue; deaf even to the hoots Of tired, outstripped Five-Nines that dropped behind. Gas! Gas! Quick, boys!–An ecstasy of fumbling, Fitting the clumsy helmets just in time; But someone still was yelling out and stumbling And flound'ring like a man in fire or lime... Dim, through the misty panes and thick green light, As under a green sea, I saw him drowning. In all my dreams, before my helpless sight, He plunges at me, guttering, choking, drowning. If in some smothering dreams you too could pace Behind the wagon that we flung him in, And watch the white eyes writhing in his face, His hanging face, like a devil's sick of sin; If you could hear, at every jolt, the blood Come gargling from the froth-corrupted lungs, Obscene as cancer, bitter as the cud Of vile, incurable sores on innocent tongues, — My friend, you would not tell with such high zest To children ardent for some desperate glory, The old Lie: Dulce et decorum est Pro patria mori. | Dulce Et Decorum Est Pliés en deux, tels de vieux mendiants sous leur sac, Harpies cagneuses et crachotantes, à coups de jurons Nous pataugions dans la gadoue, hors des obsédants éclairs, Et pesamment clopinions vers notre lointain repos. On marche en dormant. Beaucoup ont perdu leurs bottes Et s'en vont, boiteux chaussés de sang, estropiés, aveugles ; Ivres de fatigue, sourds même aux hululements estompés Des Cinq-Neuf distancés qui s'abattent vers l'arrière. Le gaz ! Le gaz ! Vite, les gars ! Effarés et à tâtons Coiffant juste à temps les casques malaisés ; Mais quelqu'un hurle encore et trébuche Et s'effondre, se débattant, comme enlisé dans le feu ou la chaux... Vaguement, par les vitres embuées, l'épaisse lumière verte, Comme sous un océan de vert, je le vis se noyer. Dans tous mes rêves, sous mes yeux impuissants, Il plonge vers moi, se vide à flots, s'étouffe, il se noie. Qu'en des rêves suffocants vos pas à vous aussi Suivent le fourgon où nous l'avons jeté, Que votre regard croise ces yeux blancs convulsés, Cette face qui pend, comme d'un démon écœuré de péché ; Que votre oreille à chaque cahot capte ces gargouillis De sang jaillissant des poumons rongés d'écume, Ce cancer obscène, ce rebut d'amertume tel, immonde, L'ulcère à jamais corrompant la langue innocente, — Ami, avec ce bel entrain plus ne direz Aux enfants brûlant de gloire désespérée, Ce Mensonge de toujours : Dulce et decorum est Pro patria mori. |

## Dédicace
Pour l'ensemble du poème  et, plus particulièrement, sa dernière strophe, on dispose d'un commentaire explicatif, au travers d'une lettre à Jessie Pope, propagandiste civile de la Première Guerre mondiale qui encourageait dans ses poèmes — « avec ce bel entrain » — les jeunes hommes à partir au combat. Ainsi, par exemple, Who's for the game?. 
| Who’s for the game, the biggest that’s played, The red crashing game of a fight? Who’ll grip and tackle the job unafraid? And who thinks he’d rather sit tight? | Qui veut aller jouer, au plus grand de tous les jeux, Le jeu rouge et fracassant du combat ? Qui saisira et affrontera sans peur ce boulot ? Et qui pense qu'il préfère rester dans son coin ? |

La première version du poème de Wilfred Owen est dédié à Jessie Pope. Une correction ultérieure modifiera la dédicace, désignant désormais « une certaine poétesse », même si l'ultime version ne laisse rien apparaître, Owen ayant sans doute décidé de s'adresser à l'ensemble des partisans de la guerre. De fait, l'interpellation de la dernière strophe renvoie bien à l'intention initiale : le you, par son ambiguïté, s'adresse soit à Jessie Pope en personne, soit à la foule ignorante de ses semblables.

## Titre
Le titre et l'exhortation latine des deux derniers vers sont tirés d'un poème des Odes d'Horace, III.2.13.
Ce texte, souvent cité par les partisans de la guerre — au moins à ses débuts —, revêtait une signification particulière pour les combattants qui y voyaient la négation et le rejet, au nom de l'héroïsme patriotique, de leurs souffrances. 
La première phrase, Dulce et decorum est pro patria mori, a été gravée au fronton de la chapelle de l'Académie royale militaire de Sandhurst.
| Dulce et decorum est pro patria mori : mors et fugacem persequitur virum nec parcit inbellis iuventae poplitibus timidove tergo. | Il est doux et honorable de mourir pour sa patrie : La mort poursuit l'homme qui s'enfuit, ni n'épargne les jarrets ou le dos lâche Des jeunes gens peu aguerris. |